# Pavlíkov (Třemešné)
Pavlíkov (do roku 1950 Pavlovice) je malá vesnice, část obce Třemešné v okrese Tachov v Plzeňském kraji. Nachází se dva kilometry jihovýchodně od Třemešné. Je zde evidováno 20 adres. V roce 2011 zde trvale žilo 41 obyvatel.
Pavlíkov leží v katastrálním území Pavlíkov u Třemešného o rozloze 3,34 km².

## Historie
První písemná zmínka o vesnici pochází z roku 1385.

## Obyvatelstvo
| Rok            | 1869 | 1880 | 1890 | 1900 | 1910 | 1921 | 1930 | 1950 | 1961 | 1970 | 1980 | 1991 | 2001 | 2011 | 2021 |
| -------------- | ---- | ---- | ---- | ---- | ---- | ---- | ---- | ---- | ---- | ---- | ---- | ---- | ---- | ---- | ---- |
| Počet obyvatel | 164  | 181  | 206  | 217  | 198  | 193  | 183  | 68   | 52   | 45   | 39   | 28   | 40   | 41   | 38   |
| Počet domů     | 29   | 32   | 37   | 41   | 40   | 41   | 43   | 32   | 32   | 13   | 12   | 12   | 12   | 14   | 13   |

## Obecní správa
Při sčítání lidu v letech 1850–1959 Pavlíkov byl samostatnou obcí v okrese Tachov. Od roku 1960 je částí obce Třemešné v okrese Tachov.

## Galerie

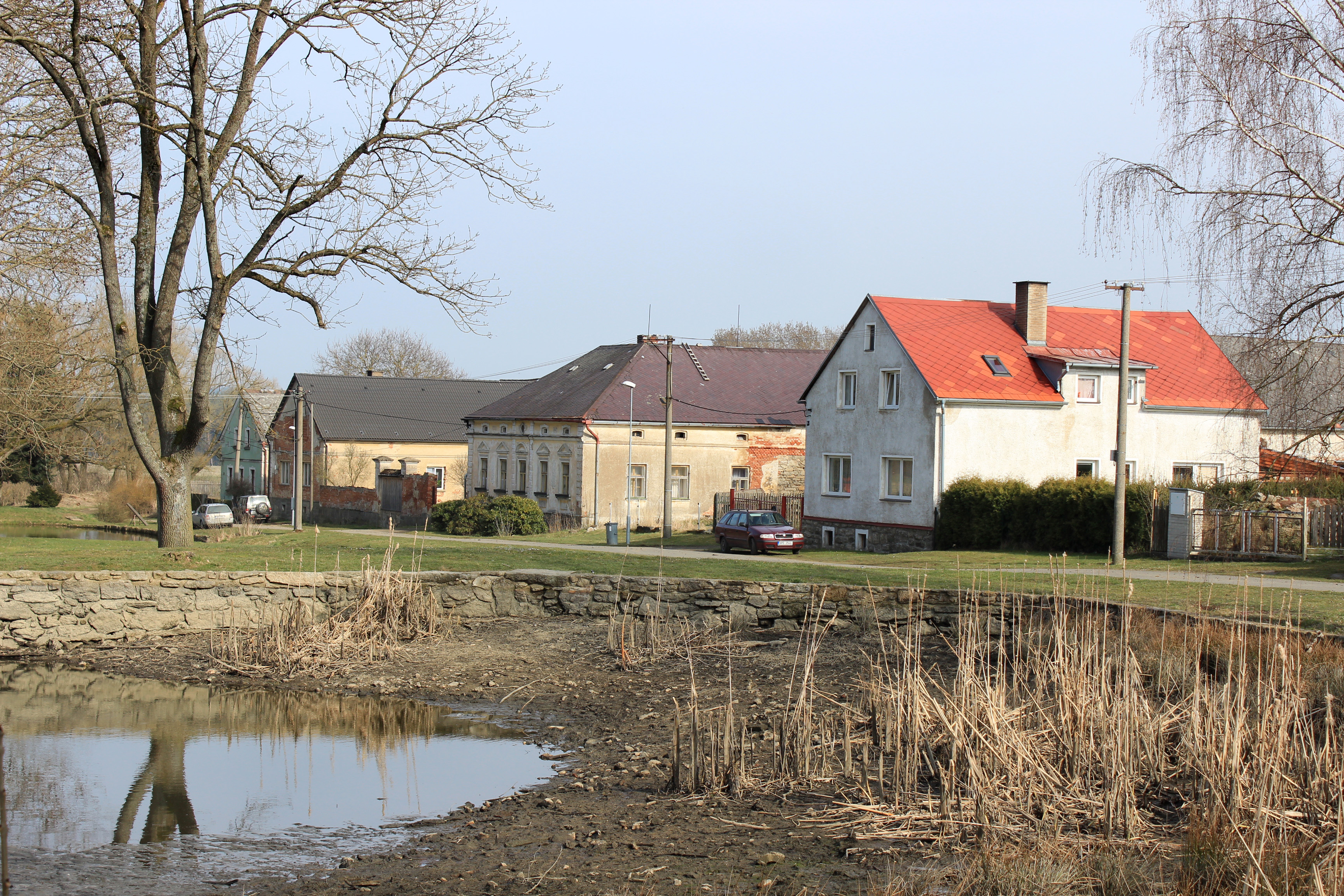
Vypuštěný rybník
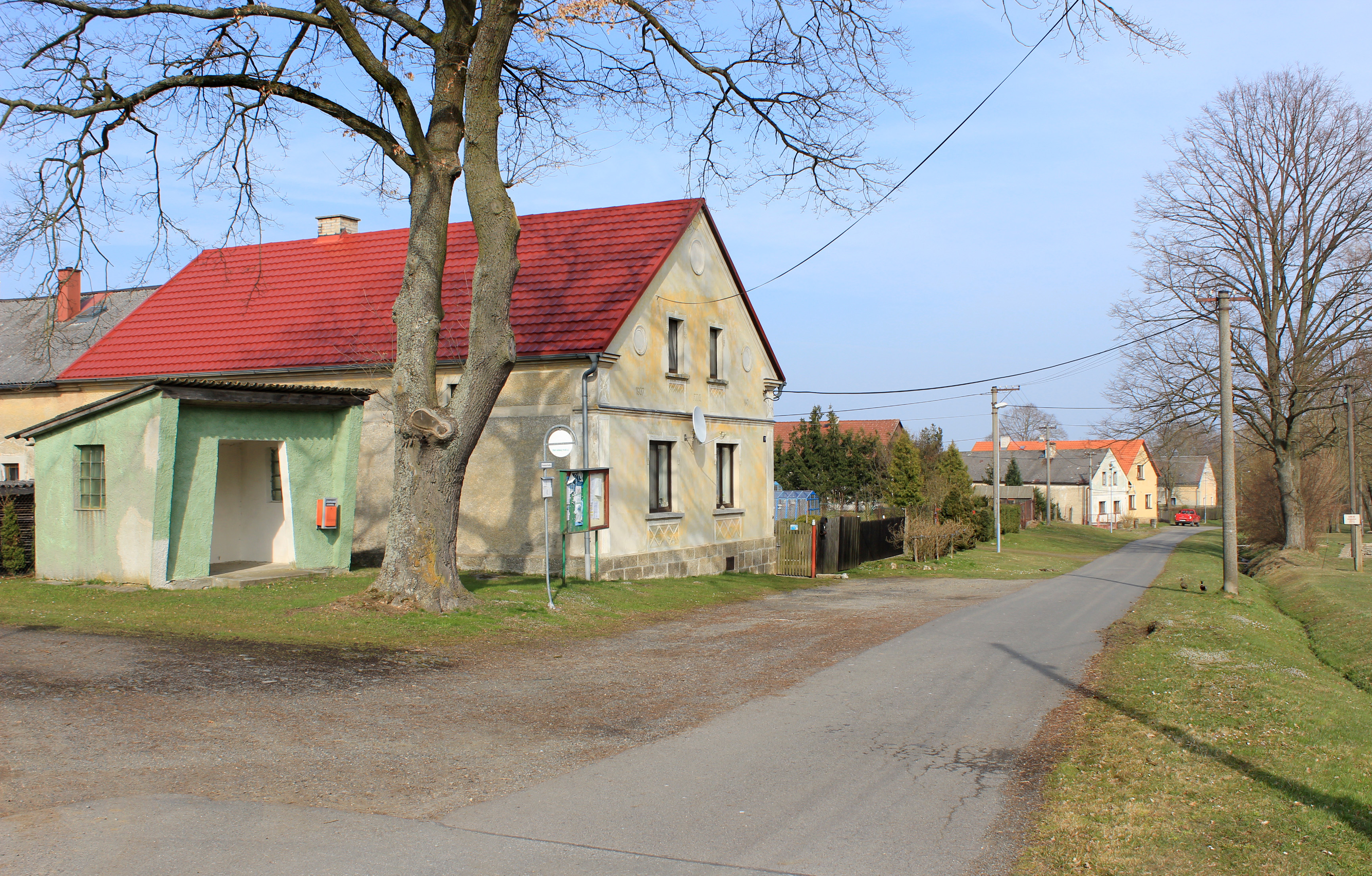
Zastávka na návsi
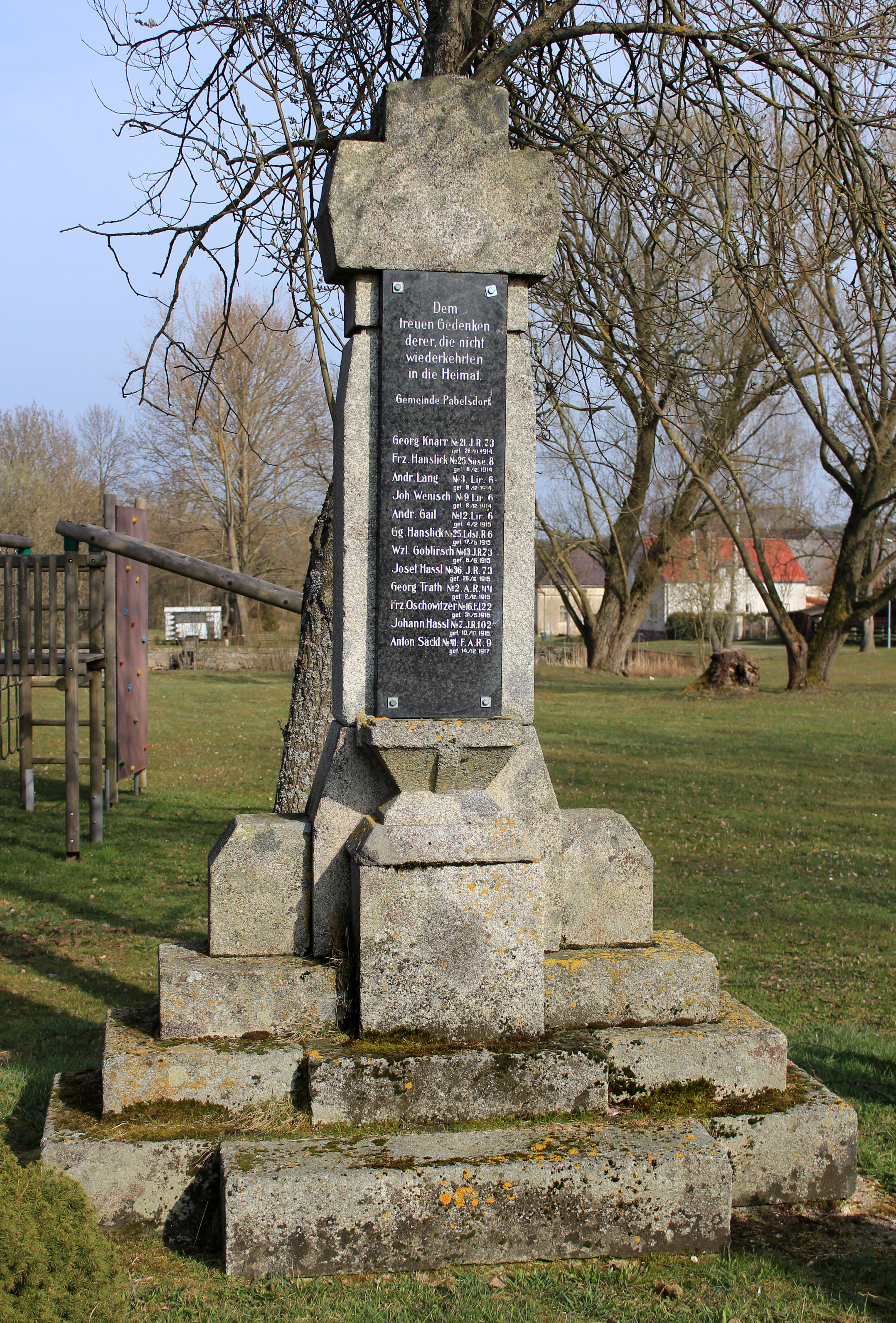
Památník obětem první světové války
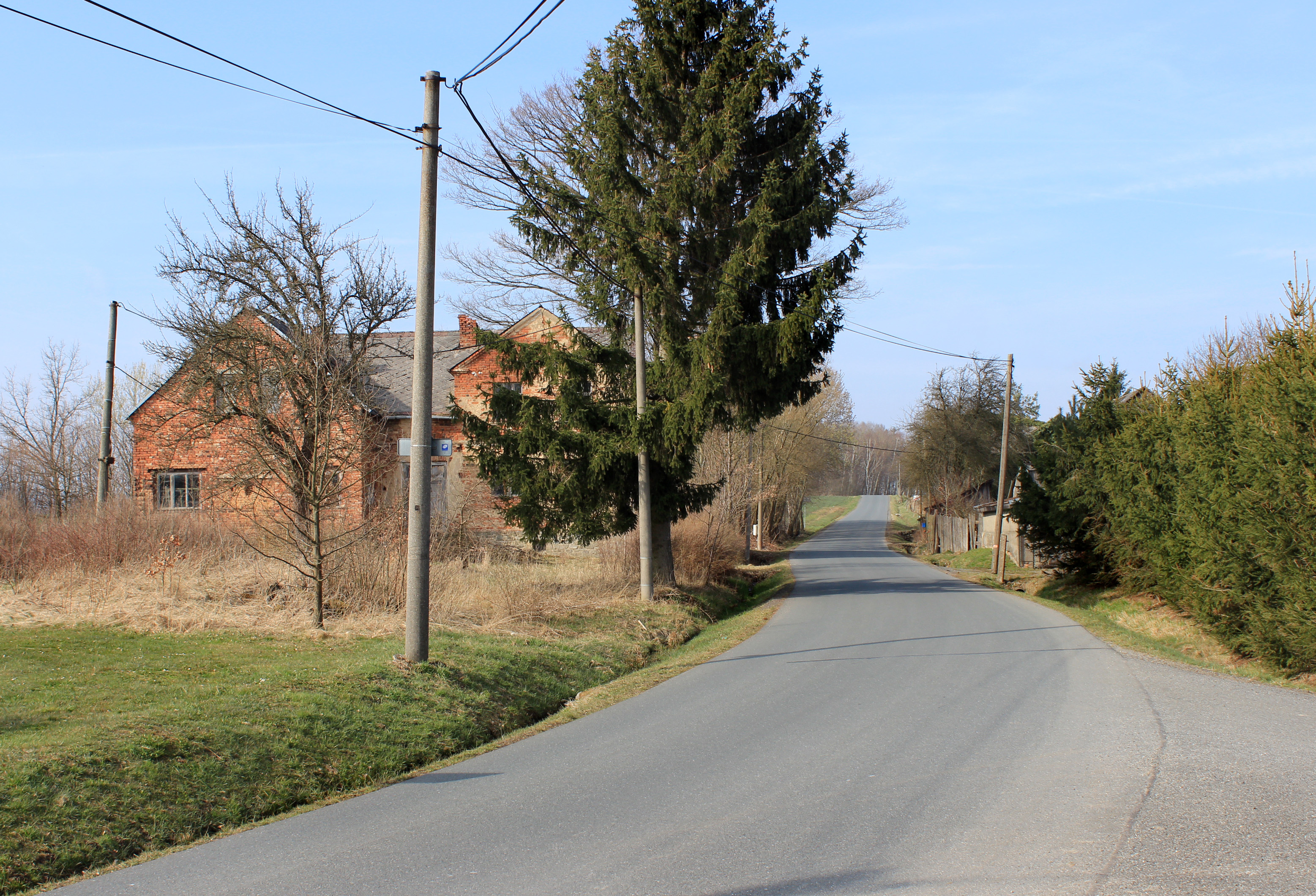
Severní část vesnice